# Justin Trideau
Justin Trideau (* 30. Juni 1991 in Le Mans) ist ein französischer Fußballspieler.

## Karriere
Trideau lief für die Reservemannschaft des Stade Laval auf, bis er zu Beginn der Spielzeit 2011/12 in den Kader der Profimannschaft aufgenommen wurde. Für diese debütierte er am 12. August 2011 in der zweiten Liga, als er beim 2:2 gegen die US Boulogne in der 79. Minute eingewechselt wurde. Allerdings blieb dies sein einziger Einsatz für die erste Mannschaft, sodass er sich 2012 für einen Wechsel zum Viertligisten GSI Pontivy entschied.